# Mosjön (Laxå socken, Närke)
Mosjön är en sjö i Laxå kommun i Närke och ingår i Norrströms huvudavrinningsområde. Sjön har en area på 0,27 kvadratkilometer och ligger 109,9 meter över havet.

## Delavrinningsområde
Mosjön ingår i det delavrinningsområde (654020-142884) som SMHI kallar för Förgrening. Medelhöjden är 124 meter över havet och ytan är 6,9 kvadratkilometer. Räknas de 6 avrinningsområdena uppströms in blir den ackumulerade arean 91,38 kvadratkilometer. Svartån som avvattnar avrinningsområdet har biflödesordning 2, vilket innebär att vattnet flödar genom totalt 2 vattendrag innan det når havet efter 279 kilometer. Avrinningsområdet består mestadels av skog (85 procent). Avrinningsområdet har 0,27 kvadratkilometer vattenytor vilket ger det en sjöprocent på 3,9 procent.